# 長丘村
長丘村（ながおかむら）は長野県下高井郡にあった村。現在の中野市中心部の西北、千曲川右岸、国道292号沿線にあたる。

## 地理
- 河川：千曲川

## 歴史
- 1889年（明治22年）4月1日 - 町村制の施行により、大俣村・七瀬村・田麦村・厚貝村・壁田村の区域をもって発足。
- 1954年（昭和29年）7月1日 - 中野町・日野村・延徳村・平野村・平岡村・高丘村・科野村・倭村と合併して中野市が発足。同日長丘村廃止。

## 交通

### 鉄道路線
2002年まで旧村域に長野電鉄河東線の中野北駅が所在したが、長丘村廃止当時は未開業。